# Bahnhof Kirchheim (Neckar)
Der Bahnhof Kirchheim (Neckar) liegt am Streckenkilometer 35,2 der Frankenbahn. Gemäß der Eisenbahn-Bau- und Betriebsordnung handelt es sich jedoch nicht um einen Bahnhof, sondern um einen Haltepunkt.

## Geschichte
Als Verbindung von Stuttgart nach Heilbronn errichtete die Königlich Württembergische Staatsbahn die Nordbahn. Auch Kirchheim mit seinen rund 1.700 Einwohnern sollte südöstlich des Dorfs einen Bahnhof erhalten. Zwischen Besigheim und Kirchheim verlief die Trasse entlang des linken Neckarufers. Nördlich von Kirchheim musste die Staatsbahn einen Tunnel errichten, um nach Lauffen zu gelangen. Am 1. April 1846 begannen die Bauarbeiten auf Kirchheimer Gemarkung. Für die Trasse mussten die Fischergasse und Teile der alten Ummauerung am Neckartor weichen.
Die Eröffnung der Nordbahn fand am 25. Juli 1848 statt. Das heute nicht mehr genutzte, aber noch erhaltene zweistöckige Empfangsgebäude und die Bahnanlage wurden in hochwassersicherer Höhe errichtet. Der Bahnhofsvorsteher war zugleich Postexpeditor. Zwischen den Postexpeditionen Kirchheim und Bönnigheim verkehrte eine Postkutsche.
Die Bevölkerung erkannte schnell den Vorteil des neuen Verkehrsmittels. Handwerker gelangten rasch zu den Märkten in Heilbronn oder Ludwigsburg und konnten ihre Waren besser veräußern. Tagelöhner mussten nicht in den großen Städten mit ihren Fabriken ein Quartier suchen, sondern konnten bei ihren Familien leben und pendeln.
Für den zweigleisigen Ausbau benötigte der Kirchheimer Tunnel eine zweite Röhre. Am 15. September 1894 nahm die Staatsbahn das zweite Streckengleis zwischen Bietigheim und Nordheim in Betrieb.
Die Bürger von Neckarwestheim und Gemmrigheim hatten trotz ihrer Nähe zum Bahnhof den Nachteil, dass nur eine Fähre über den Neckar nach Kirchheim führte. Sie mussten pro Person und Wagen zusätzlich ein Fährgeld entrichten. 1894 kam es zu Gesprächen zwischen den Schultheißen von Kirchheim, Neckarwestheim und Gemmrigheim. Die drei Gemeinden planten die Errichtung einer Neckarbrücke zwischen Kirchheim und Gemmrigheim. Im August 1895 unterzeichnete König Wilhelm II. die Baugenehmigung. Die Brücke konnte am 2. September 1897 eingeweiht werden. Damit erhöhte sich die Zahl der zu verladenen Güter am Bahnhof.
1904 richtete die Post den ersten Telefonanschluss Kirchheims im Bahnhof ein. Zum 21. April 1906 entband die Staatsbahn den Bahnhofsvorsteher vom Postdienst.
Am 4. April 1945 sprengten verbliebene Truppen der Wehrmacht die Bahnbrücke über die Mühlgasse. Die Auswirkungen waren so stark, dass die umliegenden Häuser Schaden nahmen. Die Neckarbrücke fiel am 8. April 1945 ebenfalls einer Sprengung zum Opfer. Ihr Wiederaufbau verzögerte sich. Bis zur Einweihung der neuen Brücke 1950 herrschte wieder Fährbetrieb zwischen Kirchheim und Gemmrigheim.
Zum 1. Juni 1959 elektrifizierte die Deutsche Bundesbahn den Streckenabschnitt Bietigheim–Heilbronn.
Der Bahnhof ist Teil des Digitalen Knotens Stuttgart (Bausteins 3, Planbereich 4). Die Ausrüstung dieses Bereichs wurde 2024 aus finanziellen Gründen zurückgestellt.

## Stellwerk

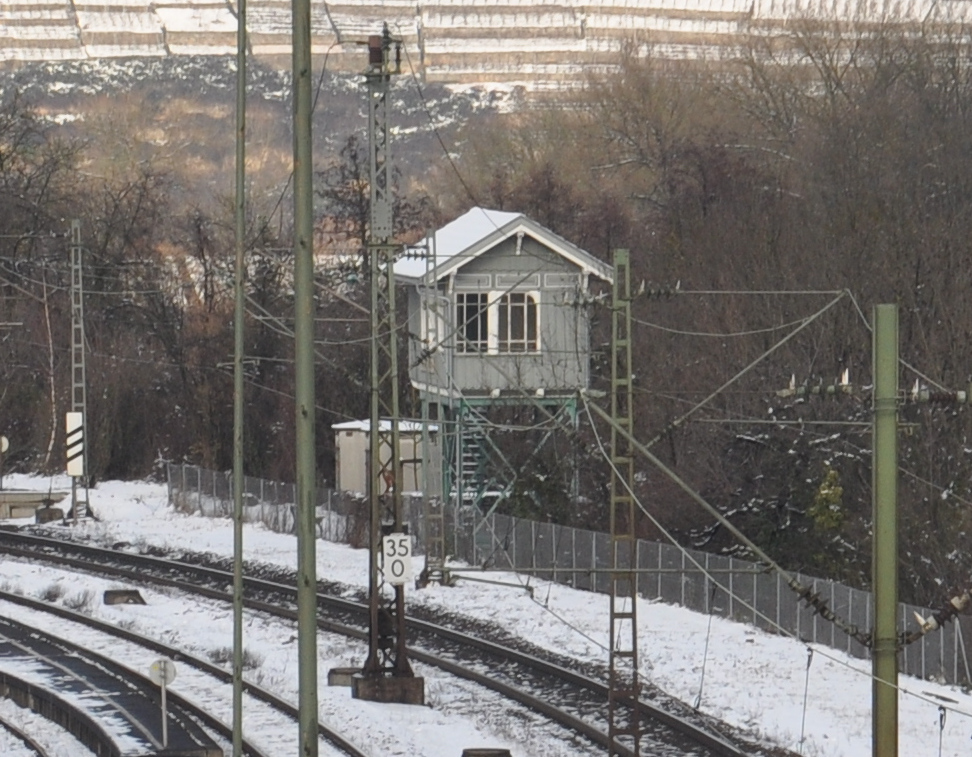
Kirchheim am Neckar, Stellwerk

Das Stellwerk ist ein eingeschossiges verbrettertes Fachwerkgebäude mit Satteldach auf offenem Unterbau aus genieteten Stahl-Profilen mit Adresse Bahnhofstraße 5. Das 1902 erbaute und in den 2000er Jahren sanierte Gebäude ist ein inzwischen selten gewordenes Dokument der Technik- und Eisenbahngeschichte und steht deswegen unter Denkmalschutz.

## Bahnbetrieb
Der Haltepunkt wird von Regionalbahnen bedient. Auf Gleis 1 halten die Züge nach Heilbronn, Neckarsulm, Bad Friedrichshall und Würzburg, auf Gleis 2 die nach Stuttgart. In Tagesrandlage halten auch die RE-Züge Stuttgart–Würzburg in Kirchheim (Neckar). 
Der Bahnhof Kirchheim (Neckar) gehört bei der Deutschen Bahn AG der Preisklasse 5 an.

### Regionalverkehr
Nachdem die Verkehrsunternehmen Abellio Rail Baden-Württemberg und Go-Ahead Baden-Württemberg 2015 die Ausschreibung für den Betrieb u. a. des Neckartal-Netzes gewannen und damit die DB Regio Baden-Württemberg ablösten, wurden die Bahnlinien zum Fahrplanwechsel im Dezember 2019 grundlegend überarbeitet. Seitdem bedient Go-Ahead die Regionalexpress-Linie RE 8 nach Würzburg und Abellio die Linien RE 10 sowie RB 18 nach Mannheim bzw. Osterburken.
Aufgrund von Lieferschwierigkeiten der bestellten Bombardier Talent 2-Triebzüge konnte Abellio den ursprünglichen Fahrplan nur teilweise umsetzen. Zum Fahrplanwechsel im Dezember 2019 begannen die Linien RE 10a und RE 10b daher in Heilbronn anstatt Tübingen. Die Linie RB 18 begann in Stuttgart und wird mit geliehenen Zügen der Baureihe 425 befahren. Um auf der Strecke Stuttgart–Heilbronn dennoch einen 30-Minuten-Takt gewährleisten zu können, betrieb die DB Regio im Auftrag von Abellio vorübergehend die zusätzliche Linie RE 10 von Stuttgart nach Heilbronn mit Doppelstockwagen.
| Strecke | Strecke | Taktfrequenz                   | Betreiber                  |
| ------- | --- | ------------------------------ | -------------------------- |
| RE 8    | Würzburg Hbf – (Würzburg Süd – Reichenberg (Unterfr) – Geroldshausen – Kirchheim (Unterfr) – Gaubüttelbrunn – Wittigshausen – Zimmern (Main-Tauber) – Grünsfeld – Gerlachsheim) – Lauda – (Königshofen (Baden) – Boxberg-Wölchingen – Eubigheim) – Osterburken – (Adelsheim Ost – Sennfeld – Roigheim) – Möckmühl – (Züttlingen – Siglingen – Neudenau – Herbolzheim (Jagst) – Untergriesheim) – Bad Friedrichshall Hbf – Neckarsulm – (Heilbronn Sülmertor) – Heilbronn Hbf – Nordheim (Württ) – Lauffen (Neckar) – Kirchheim (Neckar) – Walheim (Württ) – Besigheim (Neckar) – Bietigheim-Bissingen – Ludwigsburg – Stuttgart Hbf | einzelne Züge in Tagesrandlage | Go-Ahead Baden-Württemberg |
| RB 18   | Osterburken – Adelsheim Ost – Sennfeld – Roigheim – Möckmühl – Züttlingen – Siglingen – Neudenau – Herbolzheim(Jagst) – Untergriesheim – Bad Friedrichshall Hbf – (Neckarsulm Nord) – Neckarsulm – Heilbronn Sülmertor – / Mosbach-Neckarelz – Neckarzimmern – Haßmersheim – Gundelsheim (Neckar) – Offenau – Bad Friedrichshall Hbf – Neckarsulm – Heilbronn Sülmertor – / Öhringen-Cappel – Öhringen Hbf – Bretzfeld – Willsbach – Weinsberg – / Neckarsulm – Heilbronn Hbf – Nordheim (Württ) – Lauffen (Neckar) – Kirchheim (Neckar) – Walheim (Württ) – Besigheim (Neckar) – Bietigheim-Bissingen – Ludwigsburg – Stuttgart Hbf – (Stuttgart-Bad Cannstatt – Esslingen (Neckar)) – Plochingen – Wendlingen (Neckar) – (Oberboihingen) – Nürtingen – (Bempflingen) – Metzingen (Württ) – Reutlingen Hbf – (Kirchentellinsfurt) – Tübingen Hbf | 60-Min Takt                    | DB Regio Stuttgart         |
| RE 12   | Tübingen Hbf – (Kirchentellinsfurt – Wannweil) – Reutlingen Hbf – Metzingen (Württ) – (Bempflingen) – Nürtingen – (Oberboihingen) – (Wendlingen (Neckar)) – Plochingen – Esslingen (Neckar) – Stuttgart-Bad Cannstatt – Stuttgart Hbf – Ludwigsburg – Bietigheim-Bissingen – Besigheim (Neckar) – Walheim (Württ) – Kirchheim (Neckar) – Lauffen (Neckar) – Nordheim (Württ) – Heilbronn Hbf (Heilbronn Sülmertor – Neckarsulm – Neckarsulm Nord – Bad Friedrichshall-Kochendorf – Bad Friedrichshall Hbf – Offenau – Gundelsheim (Neckar) – Haßmersheim – Neckarzimmern – Mosbach-Neckarelz) | 60-Min Takt                    | DB Regio Stuttgart         |
| RB 12   | Mosbach-Neckarelz – Neckarzimmern – Haßmersheim – Gundelsheim (Neckar) – Offenau – Bad Friedrichshall Hbf – Neckarsulm – Heilbronn Sülmertor – Heilbronn Hbf – Nordheim (Württ) – Lauffen (Neckar) – Kirchheim (Neckar) – Walheim (Württ) – Besigheim (Neckar) – Bietigheim-Bissingen – Ludwigsburg – Stuttgart Hbf – Stuttgart-Bad Cannstatt – Esslingen (Neckar) – Plochingen – Wendlingen (Neckar) – Oberboihingen – Nürtingen – Bempflingen – Metzingen (Württ) – Reutlingen Hbf – Tübingen Hbf | ein Zug (morgens)              | DB Regio Stuttgart         |

(Stand 2021)